# Nagy pakolás (Így jártam anyátokkal)
A Nagy pakolás az Így jártam anyátokkal című televízió-sorozat hatodik évadának második epizódja. Eredetileg 2010. szeptember 27-én vetítették, míg Magyarországon 2011. szeptember 5-én.
Ebben az epizódban Barney megkéri a többieket, hogy segítsenek költözködni az anyjának. A pakolás közben előkerülnek régi holmik, s köztük fény derül James apjának kilétére. Robin felpontozza Tedet egy munkatársnője előtt.

## Cselekmény
Miközben Barney az egyik újabb hódításáról mesél a többieknek, váratlanul elkezd sírni. Elmondja, hogy az anyja éppen készül elköltözni, méghozzá abból a házból, ahol gyerekként élt. Megkéri a többieket, hogy a következő két napban jöjjenek és segítsenek pakolni. Némi hezitálás után megjelennek a háznál, ahol már ott várja őket Barney anyja, Loretta, és az öccse, James. Ahogy pakolni kezdenek, számos kedves régi emléket találnak, melyekből kiderül, hogy Barneynak szívszorítóan magányos gyerekkora volt, az anyja pedig apró hazugságokkal próbálta szebbé tenni azt (például hogy Bob Barker az apja). Ezeket a hazugságokat Barney máig valóságosnak fogadja el. Pakolás közben találnak egy levelet, amit sosem adtak fel, és egy bizonyos Sam Gibbsnek címezte Loretta: benne egy fénykép van, rajta Barney és James, rajta pedig felirat: "a fiad".
Miközben megkeresik a címet, Barney elmondja a többieknek, hogy igazából mindvégig tudta, hogy nem is Bob Barker az apja, és most már készen áll, hogy szembenézzen az igazsággal. Nagy meglepetésre kiderül, hogy a keresett Sam Gibbs egy fekete tiszteletes, és hogy ő James apja. Barney szemlátomást nem rendül meg, és végig azt állítja, hogy Sam Gibbs az ő apja is, és hogy részben afroamerikai. Aztán később náluk Loretta ad neki egy cetlit, amelyre az ő igazi apjának a neve van írva. Barney azonban összetépi a papírt, azt állítva, hogy Loretta annyi mindent megtett értük gyerekkorában, hogy nincs is szüksége apára, ha ilyen anyja van.
Eközben Robin örömmel újságolja Tednek, hogy felpontozta őt egy kolléganője előtt – ám Ted szerint túlzásba esett és olyan dolgokat is mondott, ami azért nem igaz. A nap során Robin számos SMS-t küld, hogy ellensúlyozza a hatást, de az epizód végén a nő egy olyan SMS-t ír, hogy mindennek ellenére is szeretne találkozni Teddel. Végül kiderül, hogy a nőt is felpontozta Ted előtt.

## Kontinuitás
- Barney szobájában látható, hogy már gyerekkorában tehetséges bűvész volt, ami több részben is látható ("Lotyós tök", "Kettő után semmi jó nem történik", "A skorpió és a varangy")
- Marshall ismét kifejti, hogy hisz a természetfelettiben.
- Marshall hasonló tanácsot adott Tednek az elvárásokkal szemben "A megfelelő tesó" című részben, mint most amit Ted mond Robinnak.
- James megemlíti, hogy örökbefogadtak egy gyereket ("Szingliszellem")
- Ugyanolyan költözőautó látható ebben az epizódban, mint "A költözés" című részben.
- Barney végre beismeri, hogy nem Bob Barker az apja ("Nyílt kártyákkal")
- Ted ismét Teddy Westside-nak nevezi magát.
- Ted megemlíti az anyja új férjét, Clintet, akivel "A házbontás" című részben házasodtak össze, és hogy azóta "tantrikus szextemplomot" csinált a szobájából.
- Ebben az epizódban szerepel először Sam Gibbs tiszteletes.
- Barney a többiek segítségét kéri a költözésnél, pedig a "Cuccok" című részben még azt állította, hogy az ilyesmihez már túl öreg.

## Jövőbeli visszautalások
- A "Téves riasztás" című részben amikor Barney az árváknak adakozik, Sam Gibbs "fiam"-nak nevezi Barneyt, amitől ő extázisba esik. A tiszteletes kénytelen kiigazítani, hogy ez csak egy szófordulat.
- Ugyan ebben a részben még nem érdekelte Barneyt az igazi apja, az "Utolsó szavak" című részben megkéri Lorettát, hogy mégis mondja el neki, ki az. Az igazi apja az "Apu, a fergeteges" című részben jelenik meg először.
- Az "Anyu és apu" című rész tanúsága szerint Loretta és Sam újra összejöttek.
- Loretta megemlíti, hogy egyszer Barney rosszul lett, amikor lekapcsolták a fényeket egy planetáriumban. "A lotyós tök visszatér" című rész szerint részben kanadai származású, az "Egy kis Minnesota" című részben pedig azzal viccelődnek, hogy a kanadaiak félnek a sötétben.

## Érdekességek
- Barney szobájában egy sima egyszemélyes ágy áll, pedig "A Stinson család" című részben azt állította, hogy versenyautó formájú volt.
- Marshall most azt állítja, hogy ötödikes korában megállt a növésben, az anyja köhögéscsillapító szirupja miatt. "A Tesóeskü" című részben azonban egy sztorit mesélt arról, hogy egy Pán Péter színdarab közben nőtt meg hirtelen, tizedikes korában.
- Egy törölt jelenetből kiderül, hogy Tedet azzal csapta be az anyja gyerekkorában, hogy allergiás a baconre. A "Feltámadás" című részben szerepel erre utalás, a kontextus hiányában.
- Ted Danielt mímeli a Karate kölyök című filmből, amelyben Ralph Macchio, Pat Morita és William Zabka a főszereplők. Ezt a filmet már "A Stinson család" című epizódban is megemlítették, éppen akkor, amikor a banda először járt Barney gyerekkori otthonában. Ekkor is kiderült már, hogy Barney általában a filmek rosszfiúit bálványozza és úgy gondolja róluk, hogy ők a címszereplők (jelen esetben a címbeli karate kölyök szerinte William Zabka).

## Zene
- Ben E. King - Stand By Me

## Vendégszereplők
- Wayne Brady - James Stinson
- Frances Conroy - Loretta Stinson
- Ben Vereen - Sam Gibbs
- Paul Schackman - orvos
- Riley Thomas Stewart - fiatal Barney
- Michael Earl Reid - postás
- David Haley - edző